# Comarca de Anaga
La comarca de Anaga es una de las 11 comarcas en la que se divide la isla de Tenerife (Islas Canarias, España).
Comprende el ámbito delimitado como parque rural de Anaga, incorporando parte de los términos municipales de Santa Cruz de Tenerife, San Cristóbal de La Laguna y Tegueste. Tiene una superficie aproximada de 14.257 hectáreas.
El área suroeste del Macizo de Anaga, que cierra por el este la Vega de La Laguna, así como los núcleos urbanos de Santa Cruz ubicados en el litoral sur de este macizo,  Valleseco, María Jiménez, Cueva Bermeja, San Andrés e Igueste de San Andrés, se consideran parte del ámbito de la comarca del Área Metropolitana.